# Pierre Carpentier (résistant)
Pour les articles homonymes, voir Pierre Carpentier et Carpentier.
Pierre Carpentier, né le 2 juillet 1912 à Carvin à la section de Libercourt, et mort, par décapitation, le 30 juin 1943 à Dortmund, est un prêtre résistant français arrêté dans le cadre de l'opération Nuit et brouillard.

## Biographie

### Années de jeunesse
Pierre Louis Joseph naît le 2 juillet 1912 à Carvin à la section de Libercourt du mariage de Louis-Joseph Carpentier, employé des chemins de fer, et de Marie Richez.
Pierre Carpentier étudie la médecine à Amiens lorsqu'il cède à sa vocation religieuse et entre au séminaire d'Amiens en 1932. Incorporé en 1934 au régiment d'infanterie de Cambrai, il termine son service en 1935 avec le grade de lieutenant. Il reçoit l'ordination en 1938, et est aumônier des Scouts de France. Mobilisé en 1939–1940 comme lieutenant dans la 13e Compagnie de sapeurs du 51e régiment d'infanterie, il prend part à la bataille de France.

### Résistance
Pierre Carpentier prend une part décisive à l'organisation du réseau Pat O'Leary dans le Nord de la France. Son groupe, au sein duquel œuvre Désiré Didry, procure des faux papiers aux pilotes de la Royal Air Force abattus dans la région et les aide à fuir en zone libre : parmi ceux-là, Denis Crowley-Milling, futur maréchal. Pierre Carpentier, qui possédait sa propre imprimerie clandestine, est vraisemblablement dénoncé à la Gestapo par l'agent double Harold Cole ("worst traitor of the war") et d'abord incarcéré et interrogé à Lille en décembre 1941. Il est ensuite déporté au mois d'août 1942 à Bochum-Krümmede. Condamné à mort le 29 juin 1943, il est décapité le lendemain 30 juin 1943 à la maison d’arrêt de Dortmund. Il est inhumé dans la sépulture familiale de la commune de Gavrelle. Son nom figure sur le monument aux morts d'Abbeville.

## Distinctions
À titre posthume, Pierre Carpentier est nommé chevalier dans l'ordre national de la Légion d'honneur, décoré de la croix de guerre 1939-1945 et de la médaille de la Résistance française.

## Hommages
À Abbeville, un monument a été dressé à sa mémoire face à l'église Saint-Gilles d'Abbeville sur la place qui porte son nom.
À Gavrelle, une stèle est érigée en son honneur à l'entrée du cimetière en 1995. 
Dans les derniers jours d’octobre 2018, une rencontre entre les Scouts d'Abbeville et les Pionniers de Dortmund a eu lieu pour commémorer le martyre de l'abbé Pierre Carpentier et d'autres membres de la Résistance.